# Hiša ob železnici (Hopper)
'Hiša ob železnici' je slika olje na platnu iz leta 1925 ameriškega umetnika Edwarda Hopperja.

## Ozadje
Hiša, ki naj bi bila navdih za sliko, je viktorijanski dvorec v slogu drugega imperija v Haverstrawu v New Yorku, kjer stoji še danes. Slika naj bi vplivala na dom Batesa v filmu Psiho Alfreda Hitchcocka, enega od domov v filmu Giant iz leta 1956 režiserja Georgea Stevensa, dom, ki ga je Charles Addams ustvaril za družino Addams in hiša v Days of Heaven.
V letih 1929–1930 je bilo platno vključeno v slike 19 živih Američanov, prvo razstavo Muzeja moderne umetnosti, namenjeno izključno ameriški umetnosti. MoMA ga je kupila leta 1930, enega od uvodnih del, ki so postali del fonda tedaj nove umetniške ustanove. Delo je MoMA podaril dedič podjetja za šivalne stroje Singer, zbiralec umetnin in filantrop Stephen Clark.

## Opis
Na sliki, narejeni v olju na platnu, je mogoče videti staro viktorijansko hišo za nekaj železniškimi tiri v ospredju, ki delujejo kot vizualna pregrada med hišo in gledalcem. Ta pregrada daje stavbi občutek nedostopnosti in izolacije, ki je okrepljen s pomanjkanjem gibanja na prizorišču in pusto pokrajino, ki jo obdaja.

## Interpretacija
Delo pripada gibanju nacionalističnega realizma, ki se je pojavilo v ZDA po drugi svetovni vojni in ki temelji na prikazovanju grdote in surovosti realnosti za kritiziranje vidikov ameriške družbe.
Čeprav je avtor sam izjavil, da na tej sliki ni nič posebno izrazitega in da jo je naslikal objektivno, pa ob opazovanju vzbuja množico občutkov in daje subjektivne interpretacije.
Na tej sliki je tišina prizora interpretirana kot podoba osamljenosti, žalosti in oddaljenosti od sveta. Nekateri celo poudarjajo, da bi se tiri lahko nanašali na neko vrsto gibanja, vendar dejstvo, da vlak ne pelje mimo njih, le krepi idejo o osamljenosti in melanholiji, ki jo zaznavamo na platnu.
Po drugi strani pa je bil viktorijanski in stari slog hiše skupaj z dejstvom, da je nenaseljena, interpretiran kot kritika prekomerne urbanizacije in napredka, ki sta predstavljena v železniških tirih, saj vodita v izgubo konstrukcij, kot je tista, ki se zdi naslikana.